# آرجون سوراورام
آرجون سوراورام (به انگلیسی: Arjun Suravaram) فیلمی هندی محصول سال ۲۰۱۹ و به کارگردانی تی. سانتوش است. در این فیلم بازیگرانی همچون نیخیل سیدهارتا، لاوانیا تریپاتی و چاتراپاتی شیکهار ایفای نقش کرده‌اند.